# Xã Allen, Quận LaSalle, Illinois
Xã Allen (tiếng Anh: Allen Township) là một xã thuộc quận LaSalle, tiểu bang Illinois, Hoa Kỳ. Năm 2010, dân số của xã này là 584 người.